# Fontaine de Saint-Saturnin
La fontaine de Saint-Saturnin est une fontaine située à Saint-Saturnin dans le département du Puy-de-Dôme en France.

## Description
La fontaine est formée d'un bassin polygonal, sculpté sur chacune de ses faces d'un écu aux armes des de la Tour ou de Broglie,. Au centre du bassin s'élève un fût octogonal, qui supporte un réservoir pyramidal. Le fût est décoré de branchages entrelacés, et le réservoir porte également des écus sur chacune de ses faces.

## Historique
La fontaine aurait été construite au début du XVIe siècle. Elle est classée au titre des monuments historiques par la liste de 1889.

## Galerie de photos

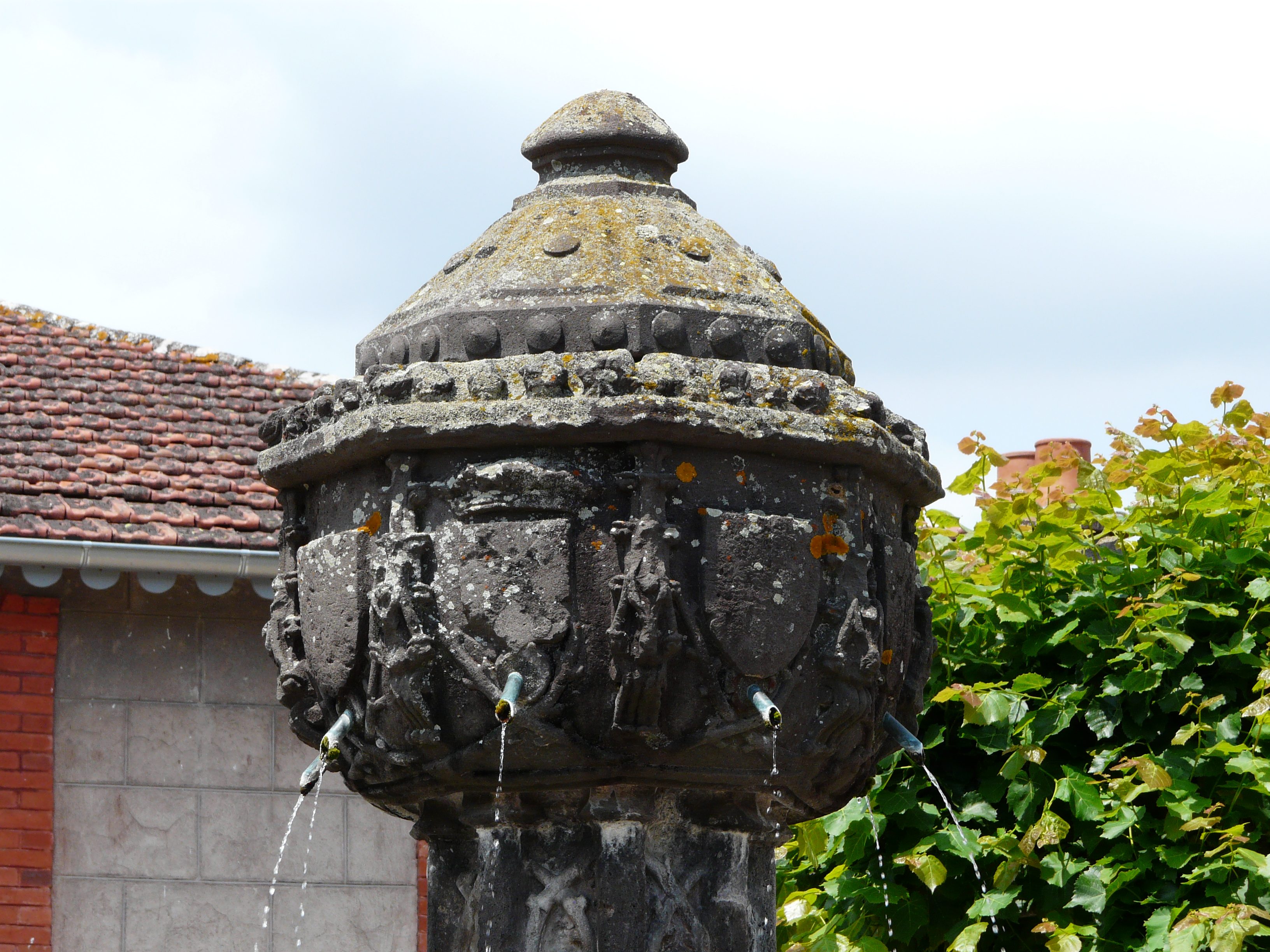
Le réservoir.
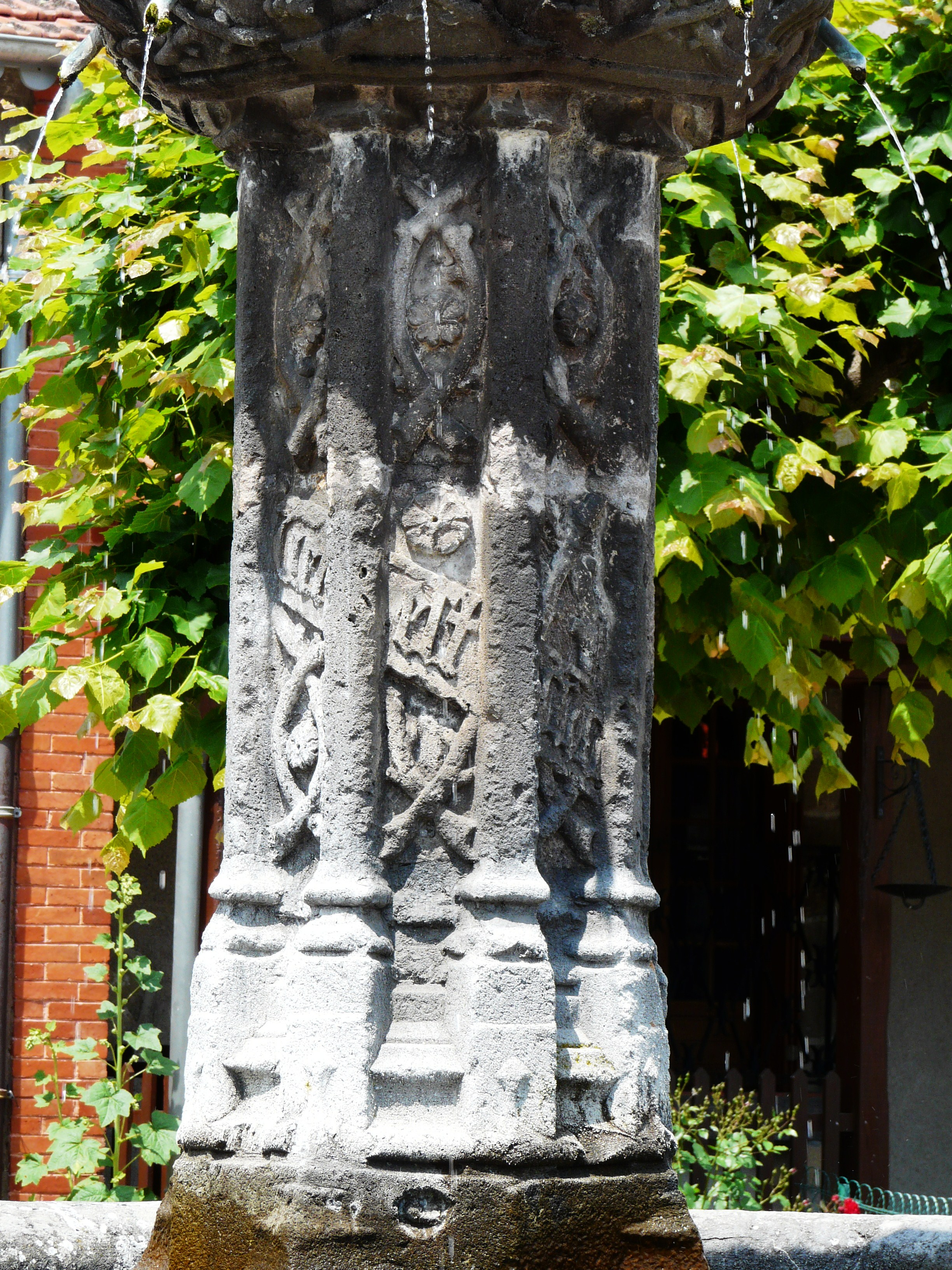
Le fût.
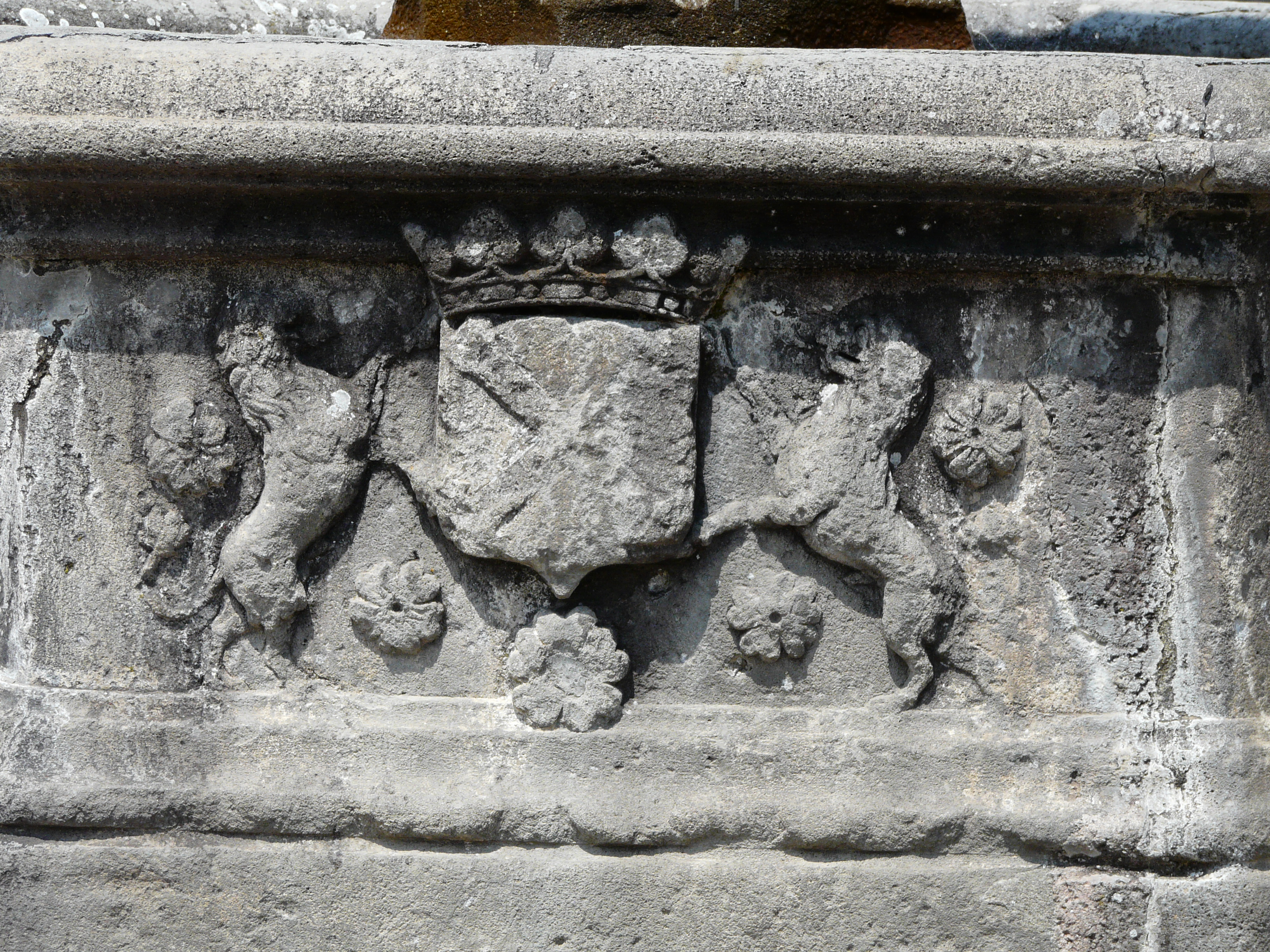
Armoiries sculptées autour du bassin.
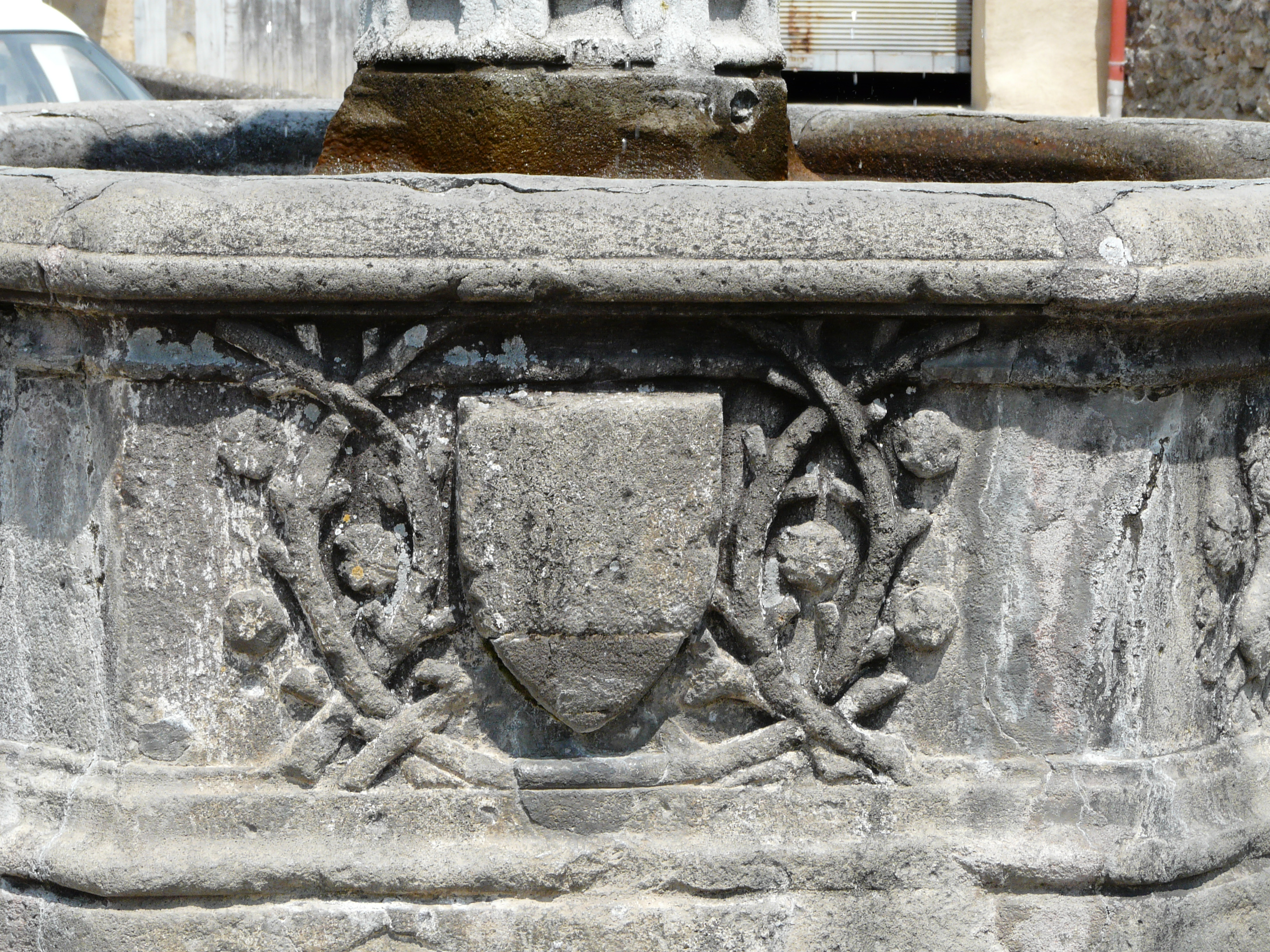
Idem.